# British Film Institute

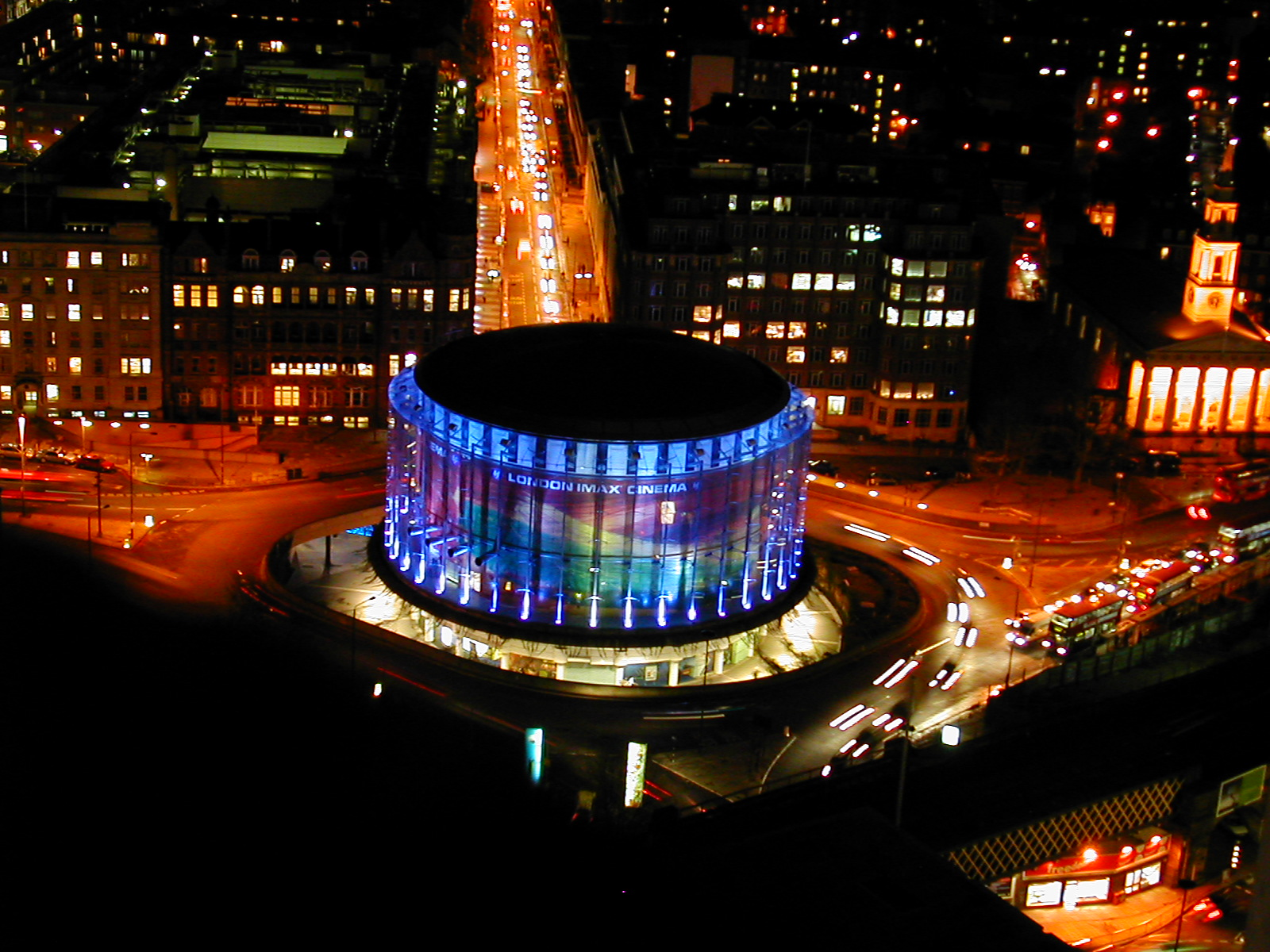
Imax de Londres del BFI de nit.

El British Film Institute (lit. ‘Institut de Cinema Britànic’, abreujat BFI) és una organització no lucrativa establerta per Decret Real, per a:
| « | Encoratjar el desenvolupament de les arts de cinema, la televisió i la imatge en moviment en tot el Regne Unit, promoure el seu ús com a registre de la vida i costums contemporanis, promoure l'educació sobre el cinema, la televisió i la imatge en moviment en general, i el seu impacte en la societat; promoure l'accés i l'apreciació del més ampli rang de cinema britànic i mundial, i establir, tenir cura i desenvolupar col·leccions que reflecteixin la història i el patrimoni de la imatge en moviment del Regne Unit. | » |

## Activitats del BFI

### Cinema

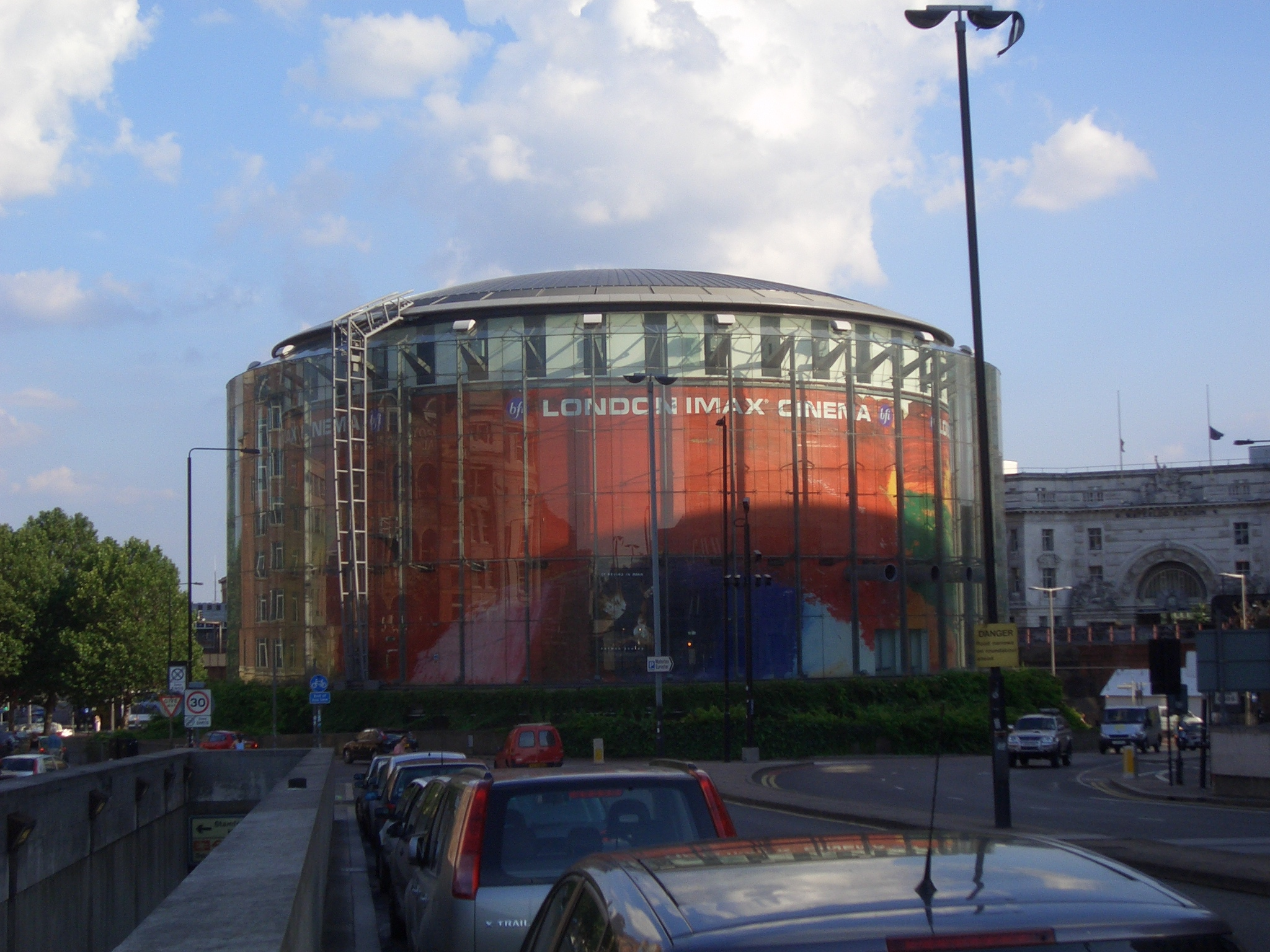
Cinema de l'Imax de Londres

El BFI gestiona el BFI Southbank (formalment el Teatre Nacional de Cinema), el principal cinema de repertori del Regne Unit, així com el teatre IMAX de Londres, tots dos localitzats en la ribera sud del Riu Tàmesi a Londres. L'IMAX té la pantalla més gran del Regne Unit, i exhibeix recents estrenes populars i curtmetratges mostrant la seva tecnologia, la qual inclou projeccions en 3D i 12.000 watts de so surround digital.
El BFI Southbank mostra cinema de tot el món, particularment aquelles pel·lícules aclamades per la crítica i films especialitzats que no poden exhibir-se d'una altra manera.

### Festivals
El BFI gestiona el Festival de cinema de Londres anualment, amb el Festival de Cinema del Futur en associació amb BCC Blast, una cadena de la BCC d'adolescents creatius.

### Educació
El BFI ofereix un rang d'iniciatives educatives, en particular per mantenir l'ensenyament del cinema i els mitjans de comunicació estudiats a les escoles.

### Arxiu
El BFI manté l'arxiu més gran de cinema del món, l'Arxiu Nacional del BFI, anteriorment denominat Llibreria Nacional del BFI (1935-1955), Arxiu Nacional de Cinema (1955-1992) i Arxiu Nacional de Cinema i Televisió (1993-2006). L'Arxiu conté més de 60.000 pel·lícules de ficció, prop de 120.000 de no ficció i al voltant de 750.000 programes de televisió. La majoria de la col·lecció és material britànic però també ofereix participacions internacionalment significatives de tot el món. L'Arxiu col·lecciona també pel·lícules que presenten als actors britànics clau i el treball dels directors britànics.

### Altres activitats
El BFI publica la revista mensual de cinema Sight and Sound així com DVD i llibres. Gestiona la Llibreria Nacional del BFI, una llibreria de referència, i manté la base de dades del SIFT (Summary of Information on Film and Television, Resum d'informació sobre Cinema i Televisió), la qual conté crèdits, sinopsis i altres dades sobre el cinema mundial i TV. També té una col·lecció substancial de prop de 7 milions de pel·lícules i fotogrames de TV.
El BFI ha coproduït un cert nombre de sèries de televisió amb seqüències filmades de l'Arxiu Nacional del BFI, en associació amb el BCC: 
- The Lost World of Mitchell & Kenyon
- The Lost World of Friese-Greene
- The Lost World of Tibet

## Organització

### Història
L'Institut va ser fundat el 1933. Malgrat la seva fundació, resultat d'una recomanació en un informe sobre Cinema i Vida Nacional, en aquell temps l'institut va ser una companyia privada, encara que ha rebut diners públics al llarg de la història, com ser del Privy Council and Treasury des de 1965 i els diversos departaments de cultura des de llavors.
L'institut va ser reestructurat seguint el Report Radcliffe de 1948, el qual va recomanar que s'hauria de concentrar a desenvolupar l'estima per l'art cinematogràfic, en lloc de crear cinema. Per tant, el control de la producció de cinema educacional va passar al Comitè Nacional per a Assistència Visual en Educació i l'Acadèmia Britànica de Cinema va assumir el control per promoure la producció.
L'institut va ser objecte d'un Decret Real el 1983. Aquest va ser actualitzat el 2000, el mateix any en què el recentment establert Consell de Cinema del Regne Unit va assumir la responsabilitat de proveir la subvenció anual del BFI (un subsidi del govern) i actuar, acompanyat per la Comissió de Caritat i el Consell Privat, com el seu regulador.
El 1988 el BFI va obrir el London Museum of the Moving Image (MOMI)— Museu de Londres de la Imatge en Moviment— en la Ribera Sud. El MOMI va ser aclamat internacionalment i va col·locar nous estàndards per a l'educació a través de l'entreteniment, però no va acollir els alts nivells per continuar la inversió que podria haver-li permès mantenir el pas amb els desenvolupaments tecnològics i les cada vegada més creixents expectatives de l'audiència. El Museu va ser "temporalment" tancat el 1999 quan el BFI va dir que seria traslladat. Això no va passar, i la clausura del MOMI es va fer permanent el 2002 quan es va decidir reurbanitzar la Ribera Sud. Aquesta reurbanització va ser llavors retardada.

### Avui dia
El BFI és actualment administrat per la seva directora, Amanda Nevill. La suprema autoritat de la presa de decisions descansa en el president d'una junta de governadors. La presidència actual és Greg Dyke, qui va assumir funcions al març del 2008, succeint a Anthony Minghella, que va exercir el càrrec des del 2003 fins al 31 de desembre de 2007. El president de la junta és designat pel Secretari d'Estat per a la Cultura, Mitjans de comunicació i Esport, que rep recomanacions del Consell de Cinema del Regne Unit. Altres membres de la junta són cooptats per membres de la junta existent quan és requerit. Aquests nomenaments són tema de ratificació pel Consell de Cinema del Regne Unit.
El BFI funciona amb tres fonts d'ingressos. El més gran és de diners públics assignats a través del Consell de Cinema del RU, de fons donats pel Departament de Cultura, Mitjans de comunicació i Esport. El 2007, aquest finançament ascendia aproximadament a 16 milions de £. La segona font és la seva activitat comercial, producte de les vendes de tiquets en el BFI Southbank o el BFI London Imax (2007, £5m), vendes de DVD, etc. En tercer lloc es troben les subvencions i el patrocini amb al voltant de £5m obtinguts de diverses fonts, incloent Loteria Nacional finançant beques, patrocinadores i a través de donacions (J. Paul Getty, Jr. van donar al voltant de £1m en el testament després de la seva mort el 2003).
El BFI també dedica una gran quantitat del seu temps a la preservació i estudi de la programació de la televisió britànica i la seva història. El 2000, va publicar una llista d'alt perfil dels 100 Millors Programes de Televisió Britànics, votat per una gamma de figures de la indústria.

## Presidents de la Junta de Governadors del BFI
- George Sutherland-Leveson-Gower, 5th Duke of Sutherland (1933-1936)
- Sir Charles Cleland (1936-1937)
- Sir George Clerk (1938-1939)
- William Brass,primer Baron Chattisham (1939-1945)
- Patrick Gordon Walker (1946-1948)
- Cecil Harmsworth King (1948-1952)
- S. C. Roberts (1952-1956)
- Sylvester Gates (1956-1964)
- Sir William Coldstream (1964-1971)
- Sir Denis Forman (1971-1973)
- Lord Lloyd of Hampstead (1973-1976)
- John Freeman (1976-1977)
- Enid Wistrich (Acting) (1977-1978)
- Sir Basil Engholm (1978-1981)
- Lord Richard Attenborough (1982-1992)
- Jeremy Thomas (1993-1997)
- Sir Alan Parker (1998-1999)
- Joan Bakewell (1999-2002)
- Anthony Minghella (2003-2007)
- Roger Laughton (Acting) (2008)
- Greg Dyke (2008-)

## Directors del BFI
- J. W. Brown (1933-1936)
- Oliver Bell (1936-1949)
- Denis Forman (1949-1955)
- James Quinn (1955-1964)
- Stanley Reed (1964-1972)
- Keith Lucas (1972-1978)
- Anthony Smith (1979-1987)
- Wilf Stevenson (1988-1997)
- John Woodward (1997-1998)
- Jon Teckman (1998-2002)
- Adrian Wootton (2002-2003)
- Amanda Nevill (2003-)